# Innocence and Wrath
Innocence and Wrath è la terza raccolta del gruppo heavy metal svizzero Celtic Frost, pubblicata nel giugno 2017 da Noise Records e BMG (n. cat. NOISE2CD014).

## Il disco
La raccolta include brani tratti dai seguenti album: Morbid Tales (1984): tracce dalla 1 alla 6, To Mega Therion (1985): dalla 7 alla 14 del primo CD. Emperor's Return (1985): tracce 1 & 2, Into the Pandemonium (1987): dalla 3 alla 8, Vanity/Nemesis (1990): dalla 9 alla 12 del secondo CD, più la traccia numero 13, un inedito proveniente dalle sessioni dell'album From Emperor's Return.

## Tracce
CD 1
1. Human (Intro) - 0:42
2. Into the Crypts of Rays - 3:39
3. Morbid Tales - 3:29
4. Procreation (Of The Wicked) - 4:04
5. Return to the Eve - 4:07
6. Nocturnal Fear - 3:39
7. Innocence and Wrath - 1:03
8. The Usurper - 3:26
9. Dawn of Meggido - 5:44
10. Circle of the Tyrants - 4:38
11. Fainted Eyes - 5:04
12. Necromantical Screams - 6:03
13. Jewel Throne - 4:02
14. Eternal Summer - 4:30

CD 2
1. Suicidal Winds - 4:38
2. Visual Aggression - 4:15
3. Mexican Radio - 3:30
4. Inner Sanctum - 5:16
5. Tristesses De La Lune - 3:00
6. I Won't Dance (The Elder's Orient) - 4:34
7. In The Chapel in the Moonlight - 2:05
8. The Inevitable Factor (Alternative Vox) - 4:41
9. The Heart Beneath - 3:49
10. Wine In My Hand (Third From The Sun) - 3:28
11. Wings of Solitude - 4:36
12. Nemesis - 7:49
13. Journey Into Fear - 3:53

## Formazione
- Martin E. Ain - basso, cori, effetti
- Tom G. Warrior - voce solista, chitarre, sintetizzatore, effetti
- Dominik Steiner - basso, effetti
- Reed St. Mark - batteria, percussioni, cori, effetti, timpani, sintetizzatore
- Curt Victor Bryant - chitarre, cori
- Stephen Priestly - batteria, percussioni, cori